# Bernardino Loschi
Bernardino Loschi (né à Parme en 1489 – mort le 27 mai 1540 à Carpi) est un peintre italien qui fut actif à Carpi dans la première moitié du XVIe siècle.

## Biographie
Bernardino Loschi se forma auprès de son père, Jacopo Loschi (1425-1504), et travailla de 1495 à 1533 au service d'Alberto Pio, seigneur de Carpi. Celui-ci l'employa à la décoration de son palais et à la supervision de travaux dans des édifices en construction
.

## Œuvres
- Portrait d'Alberto Pio, National Gallery, Londres[2].
- Fresques, chapelle, Palazzo dei Pio, Carpi (en collaboration avec Vincenzo Catena).
- Couronnement de la Vierge entre les saints Félix et Jérôme (1500) triptyque, église de San Felice sul Panaro.
- Saint Roch, tempera sur bois, Carpi.
- Madone avec les saints Augustin et Nicolas, Galleria Estense, Modène.